# Eileen Ryan
Eileen Ryan (* 16. Oktober 1927 in New York City als Eileen Rose Annucci; † 9. Oktober 2022 in Malibu, Kalifornien) war eine US-amerikanische Schauspielerin. Ihre Söhne sind der Musiker Michael Penn und die Schauspieler Chris und Sean Penn.

## Leben
Eileen Ryan wurde 1927 in New York City als Tochter der Krankenschwester Rose Isabel Ryan und des Zahnarztes Amerigo Giuseppe Annucci geboren. Ihre Mutter war Irisch-Amerikanerin und ihr Vater Italo-Amerikaner. Sie wuchs mit zwei Schwestern auf einer Farm in New York auf. Nach ihrem College-Abschluss konnte sie sich am Broadway durchsetzen und zog 1959 nach Los Angeles, wo sie sich auf ihre Filmkarriere konzentrieren wollte. Da sie aber ein Jahr zuvor geheiratet hatte, zog sie sich nach der Geburt der gemeinsamen drei Kinder zurück, um sich in erster Linie deren Erziehung zu widmen.
Von 1958 bis zu seinem Tod 1998 war sie mit dem Schauspieler und Regisseur Leo Penn verheiratet. Ihre drei gemeinsamen Kinder sind der Musiker Michael Penn und die Schauspieler Sean Penn und Chris Penn. Insbesondere ab 1986 trat sie öfter in Produktionen ihrer Söhne auf. So spielte sie an der Seite von Sean Penn in Filmen wie Auf kurze Distanz und Ich bin Sam sowie in den von ihm inszenierten Filmen Crossing Guard – Es geschah auf offener Straße und Das Versprechen mit. Ihr Schaffen umfasst rund 60 Film- und Fernsehproduktionen.
Sie starb im Oktober 2022 im Alter von 94 Jahren in Malibu.

## Filmografie (Auswahl)

### Film
- 1986: Auf kurze Distanz (At Close Range)
- 1988: Ein Richter für Berlin (Judgment in Berlin)
- 1988: Winter People – Wie ein Blatt im Wind (Winter People)
- 1989: Eine Wahnsinnsfamilie (Parenthood)
- 1993: Benny & Joon (Benny & Joon)
- 1995: Crossing Guard – Es geschah auf offener Straße (The Crossing Guard)
- 1999: Magnolia
- 1999: Überall, nur nicht hier (Anywhere But Here)
- 2001: Das Versprechen (The Pledge)
- 2001: Ich bin Sam (I am Sam)
- 2002: Arac Attack – Angriff der achtbeinigen Monster (Eight Legged Freaks)
- 2004: Attentat auf Richard Nixon (The Assassination of Richard Nixon)
- 2005: Feast
- 2005: Zodiac Killer
- 2006: Das Spiel der Macht (All the King’s Men)
- 2009: Mütter und Töchter (Mother and Child)
- 2010: Venus & Vegas

### Fernsehen
- 1961–1972: Bonanza (drei Folgen)
- 1961: Kein Fall für FBI (The Detectives, zwei Folgen)
- 1974: Unsere kleine Farm (eine Folge)
- 1992: Matlock (zwei Folgen)
- 1999: Ally McBeal (eine Folge)
- 2001: CSI: Den Tätern auf der Spur (CSI: Crime Scene Investigation, eine Folge)
- 2005: Without a Trace – Spurlos verschwunden (Without a Trace, eine Folge)
- 2011: Men of a Certain Age (eine Folge)
- 2011: Private Practice (eine Folge)
- 2014: Grey’s Anatomy (eine Folge)